# Хемоторакс
Хемоторакс једно је од ургентних стања у пулмологији изазвано постојањем колекције крви унутар плућне шупљине. Може бити проузроковано тупом или пенетрантном траумом, и другим патолошким стањима у грудној дупљи. Већина хемоторакса настаје након прелома ребара, повреде плућног паренхима и малих венских повреда, а ређе након повреда неке од артерија при чему постоји велика вероватноћа да ће бити неопходна хируршка интервенција.

## Епидемиологија
Траума грудног коша само у САД доводи до око 300.000 случајева хемоторакса и отприлике 16.000 до 30.000 смрти случајева сваке године.
Политраума (повреда више телесних система) укључује повреде грудног коша у 60% случајева међу којима је и хемоторакса. У једној од студији 37% људи хоспитализованих због тупе трауме грудног коша имало је трауматски хемоторакс. 
Хемоторакс се обично јавља након преломома ребра због њихове дислокације.

## Патогенеза
Када се појави хемоторакс, крв улази у плеуралну шупљину. Губитак крви из циркулације има неколико ефеката:
- Прво, како се крв накупља унутар плеуралне шупљине, она почиње да омета нормално кретање плућа, спречавајући једно или оба плућа да се потпуно прошире и на тај начин због нарушене вентилације омета нормалан пренос кисеоника и угљен-диоксида у и из крви.[6]

- Друго, крв која је сакупљена у плеуралној шупљини више не може да циркулише. Хемоторакс може довести до значајног губитка крви – свака половина грудног коша може да садржи више од 1.500 милилитара крви, што представља више од 25% укупне запремине крви просечне одрасле особе.[7]

Тело покушава да се избори са овим губитком крви и покушава да то надокнади:
- одржавањем крвног притиска терајући срце да пумпа јаче и брже,
- стискањем или сужењем малих крвних судова у рукама и ногама.[8]

Ови компензациони механизми се могу препознати по брзом откуцају срца у мировању и хладним прстима на рукама и ногама.
Ако се крв у плеуралној шупљини не уклони, она ће се на крају згрушати. Овај угрушак има тенденцију да слепи паријеталну и висцералну плеуру и има потенцијал да доведе до ожиљака унутар плеуре, што ако је опсежно доводи до стања познатог као фиброторакс.
Након почетног губитка крви, мали хемоторакс може да иритира плеуру, узрокујући да се додатна течност накупља у плеуралној шупљини, што доводи до крвљу обојеног плеуралног излива. Штавише, како ензими у плеуралној течности почињу да разграђују угрушак, концентрација протеина у плеуралној течности се повећава. Као резултат наведених промена, осмотски притисак плеуралне шупљине се повећава, што доводи до даљег накупљања течности у плеуралну шупљину из околних ткива.

## Клиничка слика
Клинички и физикални знаци хемоторакса могу јако да варирају, у зависности од количине и брзини крварења, постојања или озбиљности основне болести плућа и природе и степен повреда грудног коша непосредно повезаних са механизмима повреде.
Доминантни клинички знаци су:
- Бол у грудима, као најчешћи симптом
- Знаци емболије плућа, изазвани плућним инфарктом, коме обично претходе клинички знаци повезани са плућном емболијом
- Диспнеја, недостатак ваздуха праћен субјективним осећајем отежаног дисања, као последица несклада између вентилације плућа и потреба за ваздухом.
- Периодична крварења у грудном кошу, чији узрок је појава крварења код менструалног хемоторакс изазваном грудном ендометриозе. Зато је крварење у грудном кошу периодично, јер се поклапа са менструалним циклусом болеснице.

## Дијагноза
Како сви набројани клинички знаци могу бити дискретни или чак и одсутни код трауматизованог пацијента у несвесном стању који се налази у лежећем положају у ургентном центру, већина хемоторакса ће бити успешно дијагностикована само онда када се проведе комплетна обрада болесника а пре свега радиолошка дијагностика.

### Физикални преглед
Овим прегледом грудног коша може се установити присуство значајне грудне трауме са јасно видљивим знацима повреда од огреботина, контузија, до лацерација, као и палпабилних крепитације које указују на преломе ребара. Такође се може утврдити и присуство пенетрантних повреде на погођеној страни грудног коша.
Класични физикални знаци хемоторакса су:
- смањење експанзије (покретљивости) грудног зида,
- тмулост при перкусији
- ослабљен дисајни шум на захваћеном хемитораксу.[12]
- ослабљени срчани тонови.[13]

### Радиолошка испитивања
Радиограм
Грудни радиограм је стандардна дијагностичка метода. Код болесника у усправном положају класична слика ваздушно-течне колекције биће јасно уочена. Међутим треба имати у виду да је радиограм направљен у усправном положају много сензитивнији, јер је потребно приближно 400-500 мл крви да би дошло до затварања (засењења) косто-френичног угла на грудном радиограму.
У лежећем положају (код већине болесника са тупом траумом) не може се видети ваздушно-течни ниво пошто се крв у том положају распоређује дуж задњег дела грудног коша што је условљено дејством силе земљине теже. Грудни радиограм показује знаке дифузних промена на захваћеној страни грудног коша кроз коју може бити виђен плућни цртеж. Понекад је, врло тешко разликовати једнострани хемоторакс од пнеумоторакса на супротној страни.
ФАСТ ултразвучни преглед
На стандардном грудном радиограму тешко је утврдити постојање мале колекције крви (<200 мл). Ултразвучни преглед начињен у ургентном центру може открити мање хемотораксе, мада у присуству пнеумоторакса или субкутаног емфизема преглед ултразвуком може бити отежан или неадекватан, и нетачан. При прегледу десног или левог горњег трбушног квадранта радиолог може видети и подручје изнад пречаге и идентификовати било какву течну колекцију. Значај малих хемоторакса који нису видљиви на стандардној радиографији није у потпуности разјашњен.
Компјутеризована томографија грудног коша
У већина случајева, у дијагностици суспектног хемоторакса након повреде грудног коша неопходано је урадити ЦТ, који је много сензитивнија методом у односу на стандардну радиографију грудног коша. Понекад ЦТ може бити неизбежан у одређивању присуства и значаја хемоторакса, посебно код тупе трауме, када је повређени у лежећем положају, са мултиплим грудним повредама.
Предност ЦТ је та што се на снимку могу открити мале количине крви које су локализоване на специфичним подручјима грудне шупљине. ЦТ је користан и у разликовању хемоторакса од остале грудне трауматске патологије (нпр плућне контузије) или промена насталих као последица аспирације.

## Терапија
Дренажа плућне марамице
Први корак у терапији хемоторакса је дренажа плућне марамице. Како у већини случајева са хемотораксом крварење убрзо престаје сама дренажа марамичне шупљине све је што је потребно да се уради.
Сви грудни дренови постављени након трауме требало би да да буду довољно великог промера како би се успешно издренирао хемоторакс без згрушавања крви. Тако је најмања прихватљива величина за одраслог пацијента 32 Ф.
Ако истовремено постоји и пратећи пнеумоторакс, или болесник има мултипле преломе ребара, и да је због тога на вентилацији са позитивним притиском, дрен би требало постављати антериорно да би се избегао настанак тензионог пнеумоторакса због могуће опструкције-блокаде грудног дрена.
Торакотомија
Торакотомија је индикована код мање од 10% болесника са повредом грудног коша. Како већина хемоторакса потиче од повреде плућног ткива или повреда венских крвних судова у грудној дупљи, таква крварења неће престати без хируршке интервенције.
Индикације за терапијску торакотомију обично се постављају када се непосредном дренажом добије 1.000-1.500 мл свеже крви. Мада по многима ауторима иницијални волумен крви добијене на дрен није толико важан у односу на количину даљњег крварења. Тако да ако пацијент остаје хемодинамски стабилан у даљем току може бити пажљиво опсервиран.
Боја крви је такође од посебне важности - тамнија, венска крв даје већу вероватноћу да ће крварење спонтано престати у односу на светло - црвену артеријску крв. Код болесника који се опсервира и код кога се континуирано прати даље крварењена из грудног дрена, и ако се утврди да нема смањења губитка крви на дрен током 4-5 часова, приступа се торакотомији. Праг за доношење одлуке обично представља губитак крви од 200-250 мл/час.

## Компликације
Најчешће компликације хемоторакса су коагулисани хемоторакс и емпијем плућне марамице. Обе компликације могу настати због пропуста у дренажи плућне марамице.
Ове компликације хематотораксе настају као резултат формирања резидуалног, коагулисаног хемоторакса који се неће моћи издренирати кроз грудни дрен. Ако се благовремено не третирају на одговарајући начин ови ретенциони хемоторакси могу постати инфицирани и довести до настанка плеуралног емпијема. Чак и под условом да остану неинфицирано, угрушци ће се организовати и прерасти у фиброзни процес који има за последицу губитак плућног волумена и озбиљно нарушавање плућне функције.
Узроци
Мањкавост у адекватној дренажи хемоторакса настају првенствено због неблаговременог препознавања стања и дијагностиковања хемоторакса, или због неадекватне дренаже хемоторакса (мали калибар марамичног дрена, некоректан положај дрена, затварање дрена угрушцима крви итд).
Дијагноза
Дијагноза ретинираног хемоторакса обично се поставља компјутеризованом томографијом грудног коша која показује на једној или више локација колекцију крви.
Терапија
Хируршки третман ових компликација је индикована ако постоји потврда постојања емпијема (фебрилност, пораст броја леукоцита, појава ваздушно-течних колекција на компјутеризованој томографији), или ако је хемоторакс сам по себи довољно велики да проузрокује значајан губитак плућног волумена.
Хируршки третман треба, ако не постоје друга ограничења треба извршити током првих 3-7 дана након повреде, јер се у том периоду крвни угрушци могу уклонити помоћу торакоскопије или поштедне торакотомије. Ако је евакуација крвних угрушака одложена изван наведеног времена, запаљење захтева плућну марамицу и тада је неопходно спровести стандардну торакотомију у циљу уклањања створених фиброзних наслага.